# Izvestkóve
Izvestkóve (en (ucraïnès): Ізвесткове) és un poble de la República Autònoma de Crimea a Ucraïna, que el 2014 tenia 88 habitants. Pertany al districte rural de Saki.